# アンソニー・ド・ロスチャイルド (初代准男爵)

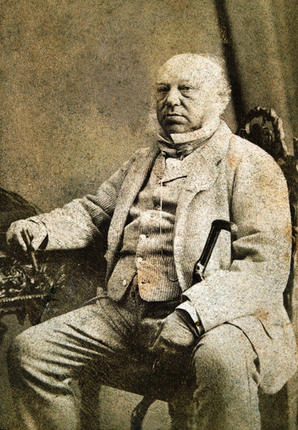
1875年のサー・アンソニー・ド・ロスチャイルド准男爵

初代准男爵、サー・アンソニー・ド・ロスチャイルド（英語: Sir Anthony de Rothschild, 1st Baronet、1810年5月29日 - 1876年1月3日）は、イギリスの銀行家。
英国ロスチャイルド家の分家の一人。

## 経歴
英国ロスチャイルド家の祖であるネイサン・メイアー・ロスチャイルドとその妻ハンナ・コーエンの間の次男として生まれる。ライオネル・ド・ロスチャイルドは兄にあたる。弟にナサニエルとメイヤー・アムシェルがいる。
乗馬に優れ、その功績でヴィクトリア女王よりナイトの称号を贈られた。
アストン・クリントンに別荘を建てた。ここでのパーティはウィリアム・グラッドストンとベンジャミン・ディズレーリなど政界の重鎮たちからも愛された。
1840年には従兄妹にあたるルイーズ・モンテフィオレ（Louise Montefiore）と結婚した。彼女との間にコンスタンス（Constance）とアニー（Annie）という2人の娘を儲けている。
1847年には特例で兄ライオネルの息子たちに継承可能な准男爵位を授与された。
1876年に65歳で死去した。ライオネルの長男であるナサニエルが准男爵位を継承した。